# Ancilosàurids
Els ancilosàurids (Ankylosauridae) constitueixen una família de dinosaures acuirassats que aparegueren fa 125 milions d'anys i es van extingir fa 65 milions d'anys, durant l'extinció Cretaci-Paleogen. S'han trobat ancilosàurids a l'oest de Nord-amèrica, Europa i Àsia de l'est. Els espècimens complets són rars; la majoria són coneguts només per fragments d'ossos.

## Descripció
Les pesants armadures, formant un bon blindatge en el dors dels ancilosàurids i les seves cues engrossides, els feien superficialment similars als extints gliptodonts.
Els ancilosàurids són rars com a espècimens en el registre fòssil. Molts només es coneixen per fragments d'ossos.
Els ancilosàurids presentaven una gruixuda armadura, sumada a una varietat d'espines i nòduls. Molts ancilosàurids tenien masses perllongades d'os formant un nucli al final de les seves cues, fet de dos nòduls ossis allargats, l'os formante del nucli estava embegut dins de la pell, mentre que els dos nòduls es fusionaven a les vèrtebres i, en determinats casos, entre si.

## Taxonomia
Classificació segons Benton 2004:
- Infraordre Ankylosauria
  - Família Ankylosauridae
    - Aletopelta
    - Cedarpelta
    - Gobisaurus
    - Minotaurasaurus[2]
    - Shamosaurus
    - Subfamília Ankylosaurinae
      - Ankylosaurus
      - Euoplocephalus
      - Nodocephalosaurus
      - Pinacosaurus
      - Saichania
      - Shanxia
      - Talarurus
      - Tarchia
      - Tianzhenosaurus
      - Tsagantegia

    - Subfamília Polacanthinae
      - Gargoyleosaurus
      - Gastonia
      - Hoplitosaurus
      - Hylaeosaurus
      - Mymoorapelta
      - Polacanthus